# Inger Gautier Schmit
Inger Gautier Schmit (25. oktober 1877 i Randers – 14. april 1963 på Frederiksberg) var en dansk politiker. Hun tilhørte den første generation af kvinder i dansk politik.
Inger Gauthier, gift Schmit, var datter af dyrlæge Didier Johan Otto Christian Gautier (1848-1913) og Julie Wilhelmine Langballe (1843-1934). Hun voksede op i Randers som del af en familie med franske aner. Da faren blev forflyttet til København i 1881, flyttede familien dertil.
I hovedstaden blev Inger Gautier musikalsk interesseret. Hun gik på Musikkonservatoriet i årene 1897-99 og tog yderligere musikalsk uddannelse i Berlin 1903-04, men afbrød sine studier og vendte tilbage til Danmark.
Hjemvendt opgav hun musikken til fordel for socialt arbejde. Anledningen dertil var, at hun under et ophold på herregården Rysensteen ved Lemvig var blev påvirket af den religiøse vækkelse, der prægede egnen, hvor Indre Mission var en central bevægelse. 1907-12 var Gauthier bestyrerinde og sekretær på det indremissionske Magdalenehjemmet, der var etableret af Thora Esche. Samtidig studerede hun i 1911 sociale forhold i London.
Da hun som 36-årig blev gift med William Schmit, flyttede de til Samsø, hvor han var birkefuldmægtig 1913-19. Samtidig med at hun fik sine fem børn, fortsatte hun sit religiøse arbejde som medlem af menighedsrådet i Tranebjerg 1916-20. Hun tilsluttede sig tillige Venstre og blev medlem af partiforeningens bestyrelse.
Med Grundloven af 1915 fik kvinder valgret, og i 1918 ved det første valg, hvor kvinder kunne stemme, blev hun opstillet og valgt til Landstinget. Hun var en af frem kvinder, der blev valgt til dette ting (to af de andre var Marie Christensen og Olga Knudsen fra Venstre, mens de øvrige var Nina Bang og Marie Hjelmer). Modsat nogle af de andre havde hun dog ikke nødvendigvis søgt en politisk karriere. Året efter valget flyttede hun med sin familie til Næstved, hvor hendes mand var politimester indtil 1938.
Hun sad i Landstinget indtil 1929, hvor hun skiftede til Folketinget, hvor hun blev partiets første valgte kvinde. Hun blev valgt i Vejle Amt med 6.000 stemmer, hvoraf 1.400 var personlige. Herefter blev hun genvalgt frem til 1945 og var 1943-45 Folketingets 2. næstformand.
Hun udtrådte i 1945 pga. sygdom, men i 1947 blev hun som 70-årig atter valgt i en ny kreds i Viborg Amt og igen med et stort personligt stemmetal bag sig. Hun var fra samme år 1. næstformand i Folketinget, som hun forblev medlem af indtil sin afgang 1950.
I sin politiske karriere interessede hun sig særligt for kvinder og børns sociale forhold på den ene side samt kirkelige forhold på den anden. Hun var bestyrelsesmedlem i Danske Kvinders Velfærd, der var stiftet 1922 for på kristeligt grundlag at hjælpe og vejlede enlige kvinder i socialt svære vilkår.
Hun var også engageret i Forsvaret, og i 1946 blev hun landsformand for Danske Kvinders Beredskab (DKB), der var oprettet umiddelbart før Besættelsen som et kvindeligt civilt og militært hjælpekorps. Denne post bestred hun frem til 1951.
Hun modtog den kgl. belønningsmedalje i guld med krone. Hun var også formand for tilsynsrådet for opdragelseshjemmene Holsteinsminde og Skovgaarden til 1947, formand for Mødrehjemmet i Valby 1941-55, medlem af bestyrelsen for børnehjemmet Danmark og for Hindholm Højskole til 1955, medlem af bestyrelsen for hjælpen til den evangeliske kirke i Europa 1920-54 og for Kirkeligt Verdensforbund til 1948, medlem af Børneværnet og formand for Sorø Amts børneværnsforening til 1936, medlem af Landsnævnet for børneforsorg 1936-56 og af bestyrelsen for Dansk Kirke i Udlandet 1920-49. Desuden medlem af bestyrelsen for Rigsdagens interparlamentariske gruppe til 1945, medlem af Det kirkelige Udvalg 1928-39, af Svangerskabskommissionen 1932-36 og af forretningsudvalget for Civilforsvars-Forbundet til 1955 og medlem af komitéen for Fonden til Fædrelandets Vel og for Dronning Ingrids Fond til Bekæmpelse af Polio.